# Wladimir Tschendarow
Wladimir Tschendarow (Владимир Чендаров; * 21. Februar 1956) ist ein ehemaliger sowjetischer Bogenschütze.
Tschendarow nahm an den Olympischen Spielen 1976 in Montréal teil und belegte mit Rang 5 einen Platz im Vorderfeld.
1978 wurde er Mannschafts-Europameister.